# Krisdayanti
 (novembre 2017).
Krisdayanti le 24 mars 1975 est une chanteuse, artiste et femme politique de nationalité indonésienne. Elle est la fille de Trenggono et Rachma Widadiningsih. Elle a grandi dans sa ville natale avant d'être emmenée par sa mère pour s'installer à Jakarta en 1984. Elle a prêté sa voix dans le film pour enfants Megaloman alors qu'elle avait neuf ans. 
Trois ans plus tard, elle sortit son premier album, Burung-Burung Malam, en même temps que l'album de la bande originale pour Catatan Si Emon. Alors qu'elle était encore au lycée, Yanti a participé à de nombreux concours de chant et de mannequinat. En 1991, elle a été finaliste du concours GADIS Sampul.
Avec l'aide de Younky Soewarno et Chris Pattikawa, Yanti a participé au programme de recherche de talents Asia Bagus en 1992, remportant finalement le grand prix au festival du film Asia Bagus au Japon. En conséquence de sa victoire au concours Asia Bagus, Yanti a enregistré un album à Singapour avec Pony Canyon ainsi qu'un single qui n'a été diffusé qu'à Singapour et au Japon. En 1997, elle a été choisie comme "La Meilleure d'Asia Bagus". Elle a également remporté plusieurs prix, tels que le Meilleur Album Indonésien en Malaisie en 1999, ainsi que les prix de "Artiste Féminine la Plus Recherchée" et de "Vidéo Indonésienne la Plus Recherchée" de MTV. En 2004, Yanti a donné huit concerts dans différentes villes, dont certains à l'international.
Ses chansons à succès et ses performances constantes lors de concerts ont fait d'elle l'une des artistes indonésiennes les plus chères à engager pour chanter ou jouer, avec le magazine Swa affirmant qu'elle gagne plus que le président de l'Indonésie. En 1996, elle a été considérée par le Tabloid Bintang comme l'une des 6 stars féminines les plus éminentes de la télévision indonésienne, et en 2007, Globe Asia l'a classée au 31e rang dans sa liste des 99 femmes influentes en Indonésie.
Elle s'est mariée avec Anang Hermansyah, un musicien de Jember, à Java Est, en 1996. Ensemble, ils ont eu un fils (Azriel) et une fille (Aurel). Pendant leur mariage, les tabloïds ont souvent rapporté des rumeurs sur Yanti commettant l'adultère, étant liée à Dicky Wahyudi, guitariste de Tohpati, et à Ari Sigit, petit-fils de l'ex-président Suharto. Toutes les rumeurs ont été niées par Yanti, qui a déclaré que sa relation avec son mari était bonne. Ils ont divorcé à la mi-août 2009, à la demande de Yanti.
Avec son nouveau mari, Raul Lemos, elle a eu une autre fille par césarienne le 5 septembre 2011. Le prénom de la fille est Arianna Amora Lemos, ce qui signifie "Diamant plein d'amour".

## Discographie

### Albums
- Burung-Burung Malam (1987)
- Terserah (1995)
- Sayang (albums Krisdayanti) (1998)
- Menghitung Hari (1999)
- Mencintaimu (2000)
- Konser KD (2001)
- Cahaya (albums) (2004)
- Krisdayanti (albums) (2007)
- Aku Wanita Biasa (2009)
- Cintaku Kan Selalu Menemanimu (2011)